# Kert Kingo
Kert Kingo (* 5. März 1968 in Tartu) ist eine estnische Politikerin. Vom 16. Mai bis 25. Oktober 2019 war sie Ministerin für Außenhandel und Informationstechnologie im Kabinett Ratas II.

## Leben
Kert Kingo machte im Jahr 2001 einen Abschluss im Bereich Rechtswissenschaften an der Wirtschaftsschule Tallinn (Tallinna Majanduskool). Danach war sie für die estnische Polizei, ein Tochterunternehmen der SEB und die estnische Finanz- und Zollbehörde tätig.

### Politik
Im September 2015 trat Kert Kingo der Eesti Konservatiivne Rahvaerakond (EKRE) bei. Dort übernahm sie in den nächsten Jahren den Parteivorsitz im Gebiet Tartu und Landkreis Jõgeva.
Bei der Parlamentswahl 2019 gelang es ihrer Partei Stimmen und Sitze mehr als zu verdoppeln. Kingo schaffte es einen der jetzt 19 Sitze zu erringen. Nachdem Marti Kuusik nach nur einem Tag im Amt als Minister für Außenhandel und Informationstechnologie zurücktreten musste, folgte sie ihm am 16. Mai. Schon kurz nach Übernahme des Ministeramtes geriet sie allerdings ebenfalls in Kritik, als sie ankündigte nur wenige Auslandsreisen unternehmen zu wollen und im Ausland nur Estnisch sprechen zu wollen. Auch danach blieb sie in den Schlagzeilen und musste im Oktober 2019 zurücktreten, nachdem sie gegenüber dem Parlament falsche Angabe zur Einstellung eines Beraters gemacht hatte. Anschließend kehrte sie als Abgeordnete für die EKRE ins Parlament (Riigikogu) zurück.
Bei der Parlamentswahl 2023 konnte Kingo ihr Mandat verteidigen. Allerdings musste sie dieses nach einer Verurteilung wegen Betrugs im März 2025 niederlegen.

### Privates
Kert Kingo ist verheiratet. Neben Estnisch spricht sie Deutsch, Russisch und Englisch. Zu ihren Hobbys zählen Fotografieren und Gartenarbeit.